# Serpent de bois
| Éléments du cycle sexagésimal 干支 | Éléments du cycle sexagésimal 干支 | Éléments du cycle sexagésimal 干支 | Éléments du cycle sexagésimal 干支 | Éléments du cycle sexagésimal 干支 | Éléments du cycle sexagésimal 干支 | Éléments du cycle sexagésimal 干支 | Éléments du cycle sexagésimal 干支 | Éléments du cycle sexagésimal 干支 | Éléments du cycle sexagésimal 干支 | Éléments du cycle sexagésimal 干支 | Éléments du cycle sexagésimal 干支 |
| ---------------------------------- | ---------------------------------- | ---------------------------------- | ---------------------------------- | ---------------------------------- | ---------------------------------- | ---------------------------------- | ---------------------------------- | ---------------------------------- | ---------------------------------- | ---------------------------------- | ---------------------------------- |
| 01 Rat bois                        | 02 Buffle bois                     | 03 Tigre feu                       | 04 Lièvre feu                      | 05 Dragon terre                    | 06 Serpent terre                   | 07 Cheval métal                    | 08 Chèvre métal                    | 09 Singe eau                       | 10 Coq eau                         | 11 Chien bois                      | 12 Cochon bois                     |
| 13 Rat feu                         | 14 Buffle feu                      | 15 Tigre terre                     | 16 Lièvre terre                    | 17 Dragon métal                    | 18 Serpent métal                   | 19 Cheval eau                      | 20 Chèvre eau                      | 21 Singe bois                      | 22 Coq bois                        | 23 Chien feu                       | 24 Cochon feu                      |
| 25 Rat terre                       | 26 Buffle terre                    | 27 Tigre métal                     | 28 Lièvre métal                    | 29 Dragon eau                      | 30 Serpent eau                     | 31 Cheval bois                     | 32 Chèvre bois                     | 33 Singe feu                       | 34 Coq feu                         | 35 Chien terre                     | 36 Cochon terre                    |
| 37 Rat métal                       | 38 Buffle métal                    | 39 Tigre eau                       | 40 Lièvre eau                      | 41 Dragon bois                     | 42 Serpent bois                    | 43 Cheval feu                      | 44 Chèvre feu                      | 45 Singe terre                     | 46 Coq terre                       | 47 Chien métal                     | 48 Cochon métal                    |
| 49 Rat eau                         | 50 Buffle eau                      | 51 Tigre bois                      | 52 Lièvre bois                     | 53 Dragon feu                      | 54 Serpent feu                     | 55 Cheval terre                    | 56 Chèvre terre                    | 57 Singe métal                     | 58 Coq métal                       | 59 Chien eau                       | 60 Cochon eau                      |

Le serpent de bois est le quarante-deuxième élément du cycle sexagésimal chinois. Il est appelé yisi en chinois (chinois : 乙巳 ; pinyin : yǐsì), eulsa en coréen, isshi en japonais et Ất tỵ en vietnamien. Il est précédé par le dragon de bois et suivi par le cheval de feu.
À la tige céleste yi est associé le yin et l'élément bois, et à la branche terrestre si, le yin, l'élément feu, et le signe du serpent.

## Années du serpent de bois
Les années du serpent de bois peuvent être calculés à partir de l'an 45 du calendrier grégorien en utilisant y ajoutant des multiples de 60. Sont ainsi appelées année du serpent de bois les années :

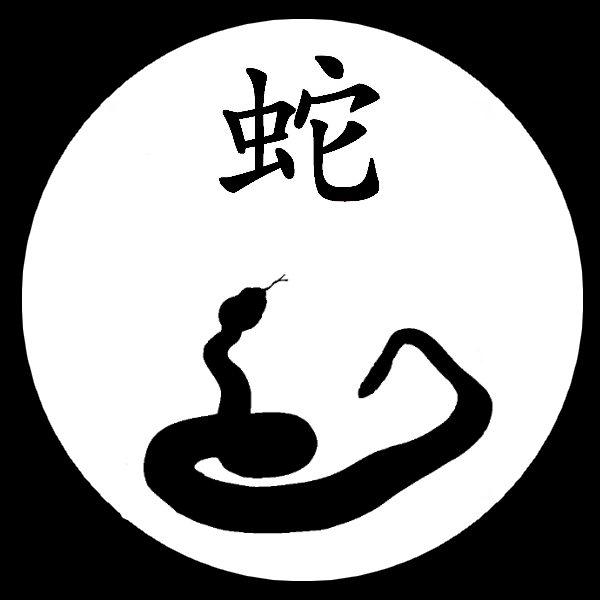
Signe astrologique chinois'Le SERPENT

| Ier millénaire                                                                                 | IIe millénaire | IIIe millénaire |
| ---------------------------------------------------------------------------------------------- | --- | --- |
| - 45 - 105 - 165 - 225 - 285 - 345 - 405 - 465 - 525 - 585 - 645 - 705 - 765 - 825 - 885 - 945 | - 1005 - 1065 - 1125 - 1185 - 1245 - 1305 - 1365 - 1425 - 1485 - 1545 - 1605 - 1665 - 1725 - 1785 - 1845 - 1905 - 1965 | - 2025 - 2085 - 2145 - 2205 - 2265 - 2325 - 2385 - 2445 - 2505 - 2565 - 2625 - 2685 - 2745 - 2805 - 2865 - 2925 - 2985 |